# Nyamicucu
Nyamicucu ist eine von fünf Zellen (Verwaltungseinheiten 4. Ebene) im Sektor Butaro des Distrikts Burera in der Nordprovinz von Ruanda. Sie liegt auf einer Höhe von etwa 2270 m. Nachbarzellen sind im Südosten Gashanje, im Süden Mubuga, im Südwesten Rusumo und im Westen Gatsibo. Im Norden und Osten grenzt Nyamicucu an die Distrikte Rubanda bzw. Kabale der Western Region von Uganda.